# Woudbroeders
De woudbroeders (Estisch: metsavennad, Lets: mežabrāļi, Litouws: miško broliai) waren Estische, Letse en Litouwse partizanen die een guerrilla-oorlog voerden in de Baltische Staten tegen de Sovjet-Unie gedurende de bezetting van hun landen door de Sovjets na de Tweede Wereldoorlog. Vergelijkbare groepen waren actief in andere landen in Oost-Europa die door de Sovjet-Unie werden bezet, zoals Bulgarije, Polen, Roemenië en het westen van Oekraïne.

## Bezetting
De Sovjet-Unie annexeerde in 1940 de voorheen onafhankelijke landen Estland, Letland en Litouwen. Na een bezetting door Duitsland (1941–1944/45) werd de heerschappij van de Sovjet-Unie weer hersteld. De Stalinistische onderdrukking nam toe en meer dan 100.000 inwoners van de drie landen verscholen zich in de afgelegen en dicht beboste delen van de landen om van daaruit gewapend verzet te plegen tegen het Rode Leger.
De partizanen vochten tot diep in de jaren 50 tegen de Russen. In de late jaren 40 en de vroege jaren 50 ontvingen de woudbroeders steun van de Britse, Amerikaanse en Zweedse geheime diensten. Het conflict tussen de woudbroeders en de Sovjets duurde meer dan 10 jaar en kostte minstens 50.000 levens. Toch bleven ook daarna nog woudbroeders actief: de laatsten werden pas eind jaren 70 gevangengenomen. De vermoedelijk laatste Estische woudbroeder was August Sabbe; de allerlaatste woudbroeder was de Let Jānis Pīnups die pas in 1995 zijn schuilplaats verliet.